# Richard Attwood

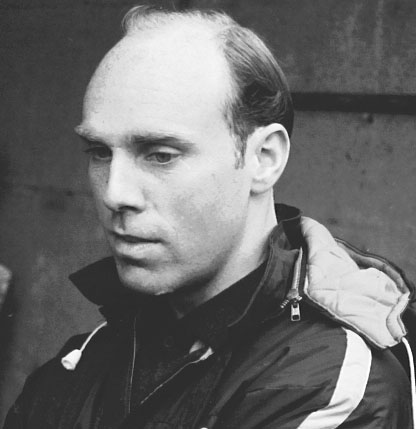
Richard Attwood in 1968

Richard "Dickie" Attwood (Wolverhampton, Staffordshire, 4 april 1940) is een voormalige Britse Formule 1-coureur.

## Carrière
Attwood reed tussen 1964 en 1969 (1966 niet) in deze klasse voor de teams van BRM, Reg Parnell Racing, Cooper en Lotus. Hij had één snelste ronde gereden. In 1970 won hij de 24 uur van Le Mans.

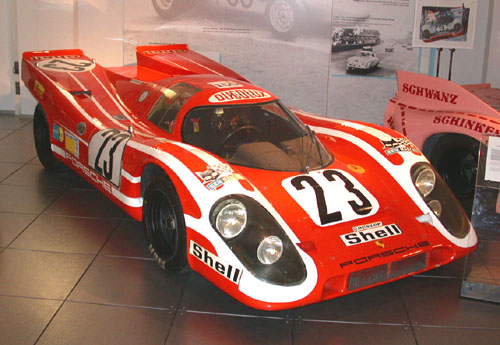
Porsche 917K 4.5L van Herrmann/Attwood, winnaar van de 24 uur van Le Mans in 1970